# GNU parallel
GNU parallel ist ein Shell-Programm für Linux und andere unixoide Betriebssysteme, das es dem Benutzer erlaubt, Shell-Skripte parallel auszuführen. Hierbei werden Operationen auf die CPU-Threads des Computers aufgeteilt, aber auch eine Aufteilung auf mehrere Computer ist möglich. GNU parallel ist kostenfrei und wurde von Ole Tange in Perl geschrieben. Die Bereitstellung fällt unter die GPLv3.

## Verwendung
Typische Input-Files sind Datei-, Host-, User-, URL- oder Tabellenlisten. Auch Daten aus einer Pipe können gelesen werden. Die enthaltenen Optionen sind an bekannte Unix-Programme wie xargs und tee angelehnt. In Shell geschriebene Schleifen können zum größten Teil durch die in GNU parallel enthaltenen Funktionen ersetzt und durch die Parallelisierung schneller ausgeführt werden. GNU parallel stellt sicher, dass der Output sich nicht von dem Output unterscheidet, der sequentiell berechnet werden würde. Dadurch wird gewährleistet, das der erzeugte Output als Input anderer Programme verwendet werden kann.